# Качалівське нафтогазоконденсатне родовище
Качалівське нафтогазоконденсатне родовище — належить до Талалаївсько-Рибальського нафтогазоносного району Східного нафтогазоносного регіону України.

## Опис
Розташоване в Харківській області на відстані 20 км від м. Богодухів.
Знаходиться в межах південно-східної частини півн. прибортової зони Дніпровсько-Донецької западини.
Структура виявлена в 1976-77 рр. і являє собою брахіантикліналь з двома склепіннями, розміри яких по ізогіпсі: західного — 4200 м 2,5х1,5 м та східного — 0,8х0,7 м. Складка розбита поперечними і поздовжніми скидами.
Перший промисловий приплив газу отримано в 1980 р. з інт. 4360-4382 м. Скупчення газу та нафти виявлені у візейських відкладах.
Поклади пластові склепінчасті, тектонічно екрановані. Режим Покладів газовий.
Експлуатується з 1987 р. Запаси початкові видобувні категорій А+В+С1 — 189 тис.т нафти; конденсату — 95 тис. т. Густина дегазованої нафти 842 кг/м³. Вміст сірки у нафті 0,022 мас.%.